# Benno Besson
Pour les articles homonymes, voir Besson.

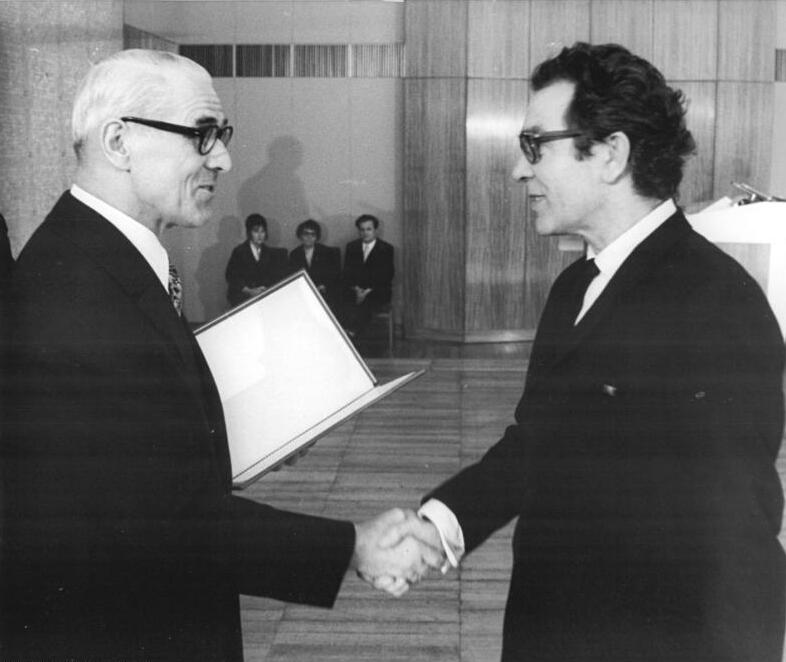
Benno Besson (à droite) reçoit le Prix national de la République démocratique allemande en 1974.

Benno Besson, né le 4 novembre 1922 à Yverdon-les-Bains et mort le 23 février 2006 à Berlin, est un acteur et metteur en scène suisse.

## Biographie
Il rencontre Bertolt Brecht en 1948 à Zurich, avec qui il co-dirige le Berliner Ensemble,. C'est dans ce cadre qu'il met en scène une cinquantaine de pièces classiques et contemporaines. À partir de 1969, il dirige la Volksbühne Berlin et de 1982 à 1989, la Comédie de Genève. Il met en scène près d’une soixantaine de spectacles en Italie, en Allemagne, en Belgique, en Finlande et dans bien d’autres pays d’Europe.
Yverdon-les-Bains, sa ville natale, a baptisé son théâtre : Théâtre Benno Besson.
Il est le père de six enfants dont la comédienne et metteur en scène Katharina Thalbach (fille de l'actrice Sabine Thalbach (en)), le metteur en scène Philippe Besson (de), le comédien Pierre Besson (de) (fils de l'actrice Ursula Karusseit (en)) et les comédiens Madeleine Besson et Nathanaël Serreau (fille et fils de la réalisatrice Coline Serreau). Sa petite-fille, Anna Thalbach, est également actrice.

## Mises en scène par ordre chronologique
- 1946 : Trois Soldats de Bertolt Brecht
- 1947 :
  - L'Exception et la Règle de Bertolt Brecht, Comédie des Champs-Élysées
  - George Dandin de Molière, Comédie des Champs-Élysées
- 1949 : L'Exception et la Règle de Bertolt Brecht, Théâtre des Noctambules, Paris[4].
- 1952 :
  - Don Juan de Molière, Volkstheater, Rostock[4].
  - Le procès de Jean D'Arc à Rouen 1431 d'Anna Seghers, Deutsches Theater, Berlin[5].
- 1953 : Volpone de Ben Jonson, Neues Theater in der Scala, Vienne[5].
- 1954 : Don Juan de Molière, Theater am Schiffbauerdamm, Berlin[4].
- 1955 : Tambours et trompettes d'après L'officier recruteur de George Farquhar, Berliner Ensemble am Schiffbauerdamm, Berlin[5].
- 1956 :
  - La bonne âme du Se-Tchouan de Bertolt Brecht, en allemand, Volkstheater, Rostock[5].
  - Les jours de la Commune de Bertolt Brecht, en allemand, Städtische Theater, Karl-Marx-Stadt[6].
- 1957 :
  - La bonne âme du Se-Tchouan de Bertolt Brecht, en allemand, Berliner Ensemble am Schiffbauerdamm, Berlin[5].
  - La vie de Galilée de Bertolt Brecht, en allemand, Berliner Ensemble am Schiffbauerdamm, Berlin[6].
- 1958 : Homme pour homme de Bertolt Brecht, en allemand, Volkstheater, Rostock[6].
- 1959 :
  - Homme pour homme de Bertolt Brecht, Volkstheater, Rostock[6].
  - L'Opéra de quat'sous de Bertolt Brecht et Kurt Weil, en allemand, Volkstheater, Rostock[6].
  - Les deux gentilshommes de Vérone de William Shakespeare, en allemand, Städtische Bühnen, Francfort[6].
- 1960 : La financée hollandaise d'Erwin Strittmatter, en allemand, Deutsches Theater, Berlin[6].
- 1961 : Sainte-Jeanne des abattoirs d'Bertolt Brecht, en allemand, Staatstheater, Stuttgart[6].
- 1963 : Les deux gentilshommes de Vérone de William Shakespeare, en allemand, Deutsches Theater, Berlin[6].
- 1964 : Don Juan de Molière, en italien, Teatro Stabile au Teatro Bellini, Palerme[4].
- 1966 : Le Dragon d'Evgueni Schwartz, Théâtre des Nations
- 1968 : Don Juan de Molière, Deutsches Theater, Berlin[5].
- 1970 : La bonne âme du Se-Tchouan de Bertolt Brecht (1re version), Volksbühne, Berlin[5].
- 1971 : La bonne âme du Se-Tchouan de Bertolt Brecht (2e version), Volksbühne, Berlin[5].
- 1973 : La bonne âme du Se-Tchouan de Bertolt Brecht (2e version), Teatro stabile, Rome[5].
- 1975 : La bonne âme du Se-Tchouan de Bertolt Brecht (3e version), Volksbühne, Berlin[5].
- 1976 : Comme il vous plaira de William Shakespeare, Festival d'Avignon, Théâtre de l'Est parisien
- 1977 : La Tragique Histoire d'Hamlet, prince de Danemark de William Shakespeare, Trad. Geneviève Serreau, Festival d'Avignon, Théâtre de l'Est parisien
- 1978 : Le Cercle de craie caucasien de Bertolt Brecht, Festival d’Avignon
- 1982 : L'Oiseau vert de Carlo Gozzi, Théâtre de l'Est parisien, Théâtre national de Strasbourg
- 1983 : La Tragique Histoire d'Hamlet, prince de Danemark de William Shakespeare Comédie de Genève Trad. Geneviève Serreau
- 1986 :
  - Lapin lapin d'Élie Bourquin, Théâtre de la Ville
  - Le Dragon d'Evgueni Schwartz, Théâtre de la Ville
  - Le Médecin malgré lui de Molière, Comédie de Genève
  - Don Juan de Molière, Burgtheater, Vienne[5].
- 1987 : Don Juan de Molière, Maison des Arts de Créteil et Comédie de Genève[5].
- 1988 : '
  - Le Théâtre de Verdure d'Élie Bourquin.
  - Homme pour homme de Bertolt Brecht, en français, Comédie de Genève, Genève[6].
  - Homme pour homme de Bertolt Brecht, en allemand, Schauspielhaus, Zurich[6].
- 1990 : Mille Francs de récompense de Victor Hugo
- 1991 : Cœur ardent d'Alexandre Ostrovski, Théâtre national de Bretagne
- 1994 : Quisaitout et Grobêta de Coline Serreau, Théâtre de la Porte-Saint-Martin, Théâtre de Nice
- 1995 : Le Tartuffe de Molière, Odéon-Théâtre de l'Europe
- 1996 : Lapin lapin de Coline Serreau, Théâtre de la Porte-Saint-Martin
- 1997 : Le Roi Cerf (it) de Carlo Gozzi, Comédie de Genève, Théâtre de Nice
- 1998 : Les Poubelles Boys et L'École des maris
- 2000 : Don Juan de Molière, Kaupungin Teattri, Helsinski[5].
- 2001 : Le Cercle de craie caucasien de Bertolt Brecht, Théâtre national de la Colline
- 2002 : Mangeront-ils ? de Victor Hugo, Théâtre Vidy-Lausanne, Théâtre des Célestins
- 2004 : Les Quatre Doigts et le pouce de René Morax, Théâtre du Passage Neuchâtel

## Prix et récompenses
- Prix national de la République Démocratique Allemande en 1974[7]
- Molières 1994 : Molière du metteur en scène pour Quisaitout et Grobêta[7]
- Molières 1996 : Nomination au Molière du metteur en scène pour Lapin lapin
- Molières 1998 : Nomination au Molière du metteur en scène pour Le Roi Cerf (it)
- Molières 2001 : Nomination au Molière du metteur en scène pour Le Cercle de craie caucasien
- Prix SACD 1998 : Grand Prix de la SACD